# TRAPPIST-1d
TRAPPIST-1d е третата планета от планетарната система TRAPPIST-1.
Тя е по-малка като размери и маса от Земята. Предполага се, че е скалиста и се намира в обитаемата зона на звездата си.
Според Лабораторията за планетарна обитаемост (PHL) към Университета на Пуерто Рико в Аресибо, TRAPPIST-1d притежава индекс на подобие на Земята от 0,91. Това е един от най-високите индекси и най-високият от всички известни по време на откритието. Също така PHL изчислява, че повърхностната ѝ температура е около 264 K (-9 °C), като не се отчита атмосферата и възможния парников ефект, който би могла да предизвика и ако приемем, че има албедо, подобно на това на Земята (0,3).
TRAPPIST-1d получава малко по-висок лъчист поток от този, който от Земята получава от Слънцето. Възможно е по време на формирането на океаните ѝ те да са се изпарили, но за разлика от най-вътрешните планети, при TRAPPIST-1d загубата на вода може да е била значително по-малка и да е запазила условия за присъствие на течна вода на повърхността.
Проучвания от 2018 г. изчисляват, че масата на планетата е равна на около 30% от тази на Земята, което е доста по-малко от представената по време на откритието. Същите проучвания посочват, че радиусът ѝ е около 77% от земният. От това следва, че плътността на TRAPPIST-1d е по-ниска от тази на Земята, което може да показва наличието на големи количества течна вода под формата на океани. Проучването предполага още, че относителното количество вода на планетата е 250 пъти повече от това на Земята, а лъчистият поток е само с 4% по-висок от този, който ние получаваме от Слънцето.
|  | Тази страница частично или изцяло представлява превод на страницата TRAPPIST-1 d в Уикипедия на италиански. Оригиналният текст, както и този превод, са защитени от Лиценза „Криейтив Комънс – Признание – Споделяне на споделеното“, а за съдържание, създадено преди юни 2009 година – от Лиценза за свободна документация на ГНУ. Прегледайте историята на редакциите на оригиналната страница, както и на преводната страница, за да видите списъка на съавторите. ВАЖНО: Този шаблон се отнася единствено до авторските права върху съдържанието на статията. Добавянето му не отменя изискването да се посочват конкретни източници на твърденията, които да бъдат благонадеждни. |